# Élections municipales mauriciennes de 2025
Les élections municipales mauriciennes de 2025 ont lieu le 4 mai 2025 afin de renouveler les 120 sièges de conseillers municipaux de la capitale Port-Louis et des villes de Beau Bassin-Rose Hill, Vacoas-Phœnix, Curepipe et Quatre Bornes.
Initialement prévu en 2021, le scrutin est reporté la même année par le gouvernement du Premier ministre Pravind Jugnauth, puis de nouveau en 2022 en raison de la pandémie de Covid-19. Les élections sont encore reportés une troisième fois en 2023, suscitant des critiques de la part de l'opposition. Les précédentes élections, tenues en 2015, ont vu l'Alliance Lepep remporter l'intégralité des conseils municipaux. Le Mouvement socialiste militant (MSM) et le Parti mauricien social démocrate (PMSD), tous les deux membres de l'Alliance Lepep, refusent de se présenter aux élections municipales de 2025, préférant se consacrer à la reconstruction de leur base électorale après leur lourde défaite aux élections législatives de 2024.
L'Alliance du changement du Premier ministre Navin Ramgoolam — composée du Parti travailliste (PTr), du Mouvement militant mauricien (MMM), des Nouveaux démocrates (ND) et de Rezistans ek Alternativ (ReA) — remportent les élections par un raz-de-marée avec tous les sièges des conseils municipaux de Curepipe et de Quatre Bornes, ainsi que tous les sièges sauf un à Port-Louis, Beau Bassin-Rose Hill et Vacoas-Phoenix. Le Parti réformiste, En Avant Moris et un candidat indépendant obtiennent chacun un siège. Le taux de participation est très faible, atteignant seulement 26 %, contre 35 % en 2015.

## Contexte
Les dernières élections municipales, tenues le 14 juin 2015, voient l'Alliance Lepep, du Premier ministre d'alors Anerood Jugnauth, remporter l'intégralité des sièges dans l'ensemble des conseils municipaux. L'alliance est composée du MSM, du PMSD et du Muvman Liberater (ML). Le taux de participation s'élève à seulement 35 %, en baisse par rapport aux 44 % enregistrés en 2012. Ces élections municipales font suite à la très large victoire de l'Alliance Lepep aux élections législatives de 2014, qui conduisent à l'éviction du gouvernement de Navin Ramgoolam. Le Parti travailliste, dirigé par Ramgoolam, refuse de participer aux élections de 2015, affirmant qu'elles ne sont ni libres et ni équitables. Ramgoolam allègue également que les électeurs craignent des représailles s'ils soutiennent son parti. Le MMM, alors principal parti d'opposition à l'Assemblée nationale, participe au scrutin municipal, mais souffre de divisions internes, certains membres exprimant leur mécontentement face au refus de Paul Bérenger, chef du parti de longue date, de se retirer après la défaite du MMM en 2014.
Initialement prévues pour 2021, les élections sont reportées la même année puis de nouveau en 2022 par le gouvernement dirigé par le MSM, en invoquant la pandémie de COVID-19 et prolongeant le mandat des conseillers municipaux. En 2023, le gouvernement reporte les élections une troisième fois, les repoussant à 2025, le Premier ministre Pravind Jugnauth évoquant la nécessité de réformes au niveau des collectivités locales. L'opposition dénonce ces reports comme un acte de « lâcheté ». Le whip parlementaire de l'opposition, Patrice Armance, remet en question les justifications des deux premiers reports, soulignant que Rodrigues — région autonome de Maurice — a organisé des élections pendant la pandémie. Le député du MMM Deven Nagalingum affirme, quant à lui, que la véritable raison du report est la peur du MSM d’essuyer une défaite.
Le président de la République Dharam Gokhool dissous les conseils municipaux le 17 mars 2025 et publie le décret convoquant les élections municipales deux jours plus tard,. La date de dépôt des candidatures a lieu le 5 avril, tandis que les candidats ont jusqu'au 8 avril pour se désister s'ils le souhaitent,. L'inscription des électeurs sur les listes électorales débute le 20 mars et se termine le 24 mars.

## Système électoral

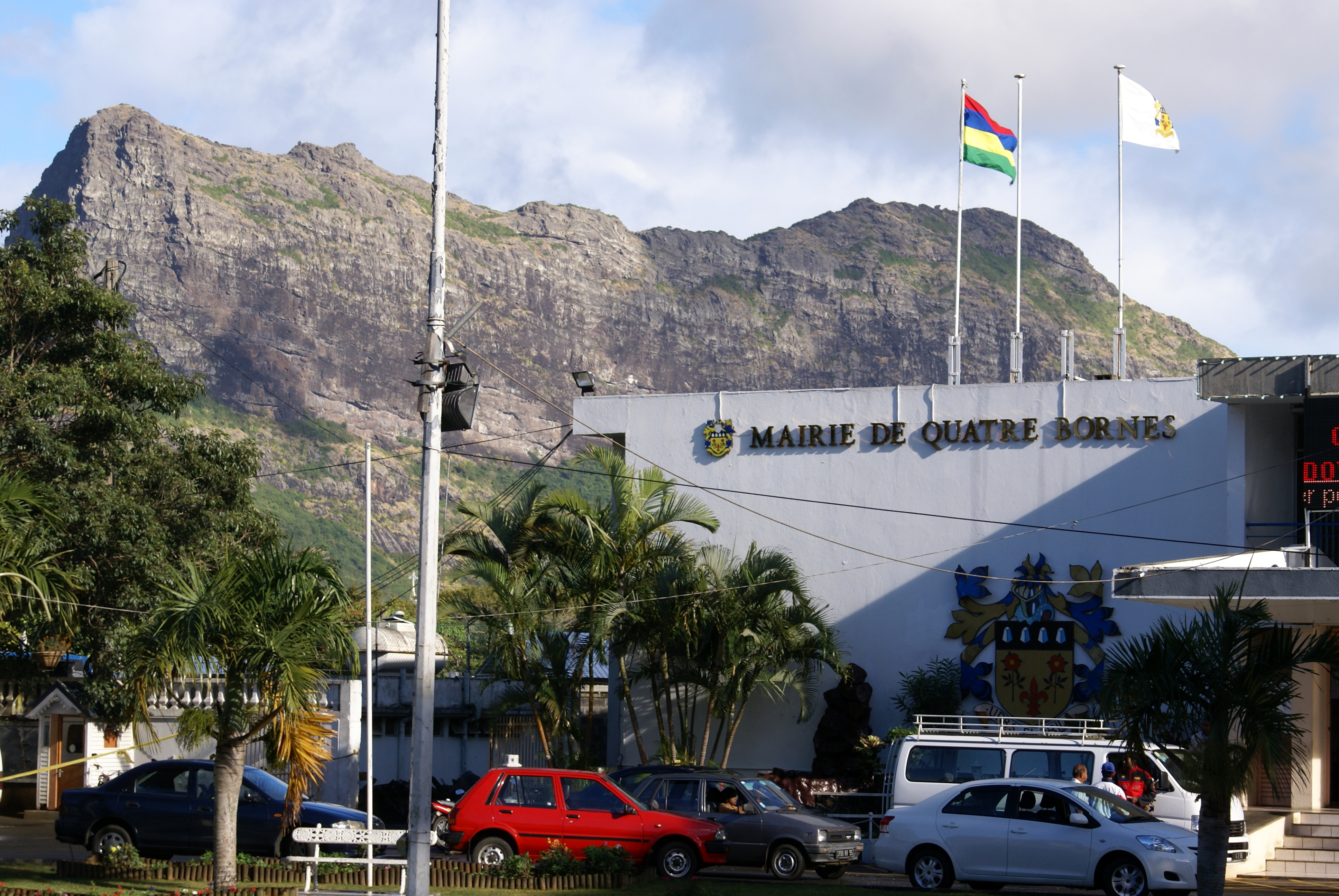
Mairie de Quatre Bornes.

Les conseillers municipaux sont élus au scrutin majoritaire plurinominal, au sein de circonscriptions (wards) de quatre sièges. Après les élections, les conseils élisent un maire et un adjoint au maire. Le conseil municipal de Port-Louis compte 32 conseillers répartis sur huit circonscriptions. Les conseils municipaux de Vacoas-Phœnix et de Beau Bassin-Rose Hill en comptent chacun 24 dans six circonscriptions, tandis que ceux de Quatre Bornes et de Curepipe en comptent 20 chacun répartis sur cinq circonscriptions,. Sauf en cas de dissolution anticipée des conseils municipaux par le président de la République ou d'une prolongation de leur mandat, les conseillers sont élus pour un mandat de six ans,.
Le président fixe la date des élections municipales sur avis du Premier ministre. Les candidats éligibles doivent avoir au moins 18 ans et résider dans la municipalité où ils se présentent. Les alliances et groupes présentant plus de deux candidats sont tenus de veiller à ce que les deux tiers de leur liste de candidats ne soient pas du même sexe. Les électeurs doivent également avoir au moins 18 ans pour s'inscrire sur les listes électorales. Un amendements au Representation of the People Act permet aux personnes ayant atteint l'âge de voter, ou qui allaient avoir 18 ans à la date de dépôt des candidatures, de s'inscrire via le registre électoral complémentaire de la commission électorale, le Quasi Live Register.
Un total de 400 887 personnes sont inscrites pour voter lors des élections de 2025. Port-Louis compte le plus grand nombre d'électeurs avec 114 354 inscrits, suivi de Vacoas-Phœnix avec 88 587 et de Beau Bassin-Rose Hill avec 77 546. Quatre Bornes compte 64 488 électeurs, tandis que Curepipe en possède le moins avec 59 912,. Contrairement aux élections précédentes, les bulletins sont dépouillés le jour même du scrutin, immédiatement après la clôture du vote.

## Forces en présence
Trois partis membres de l'Alliance Lepep — le MSM, le PMSD et le Muvman Patriot Morisien — choisissent de ne pas participer aux élections municipales. Ces partis préfèrent concentrer leurs efforts sur la reconstruction de leur base électorale après la très lourde défaite de l'alliance aux élections législatives de 2024, remportées massivement par l'Alliance du changement de Navin Ramgoolam,,.
Initialement, 407 candidats se présentent aux élections, dont 65 % d'hommes et 34 % de femmes. Trois candidats décident par la suite de se désister : deux indépendants et un membre de Vré ML. Le scrutin voit la participation de 22 groupes, dont deux alliances. L'Alliance du changement du Premier ministre Ramgoolam comprend le Parti travailliste, le MMM, les Nouveaux démocrates et Rezistans ek Alternativ (ReA). Cette alliance présente 120 candidats, soit le plus grand nombre parmi tous les groupes en lice. Le Parti travailliste, le MMM et ReA présentent des candidats dans les cinq conseils municipaux, tandis que les Nouveaux démocrates ne se présentent qu'à Curepipe et Vacoas-Phœnix. L'Alliance Linion Moris, dirigée par Didier Michel, regroupe Les Verts Fraternels, Linion Pep Morisien et le Rassemblement mauricien. Toutefois, les listes de candidats de l'alliance dans la cinquième circonscription de Port-Louis et la troisième circonscription de Curepipe ne respectent pas le quota de genre. En conséquence, le commissaire électoral Irfan Abdool Rahman annonce que les candidats de Linion Moris dans ces circonscriptions doivent se présenter comme indépendants. Le Parti réformiste, dirigé par Roshi Bhadain, aligne 81 candidats et forme le seul autre groupe, en dehors de l'Alliance du changement, à concourir dans les cinq municipalités,.
| Alliance | Alliance                     | Partis membres                     | Partis membres             | Dirigeant       |
| -------- | ---------------------------- | ---------------------------------- | -------------------------- | --------------- |
|          | Alliance du changement (AdC) |                                    | Parti travailliste (PTr)   | Navin Ramgoolam |
|          | Alliance du changement (AdC) | Mouvement militant mauricien (MMM) |                            | Navin Ramgoolam |
|          | Alliance du changement (AdC) | Nouveaux démocrates (ND)           |                            | Navin Ramgoolam |
|          | Alliance du changement (AdC) | Rezistans ek Alternativ (ReA)      |                            | Navin Ramgoolam |
|          | Linion Moris (LM)            |                                    | Les Verts fraternels (LVF) | Didier Michel   |
|          | Linion Moris (LM)            | Linion Pep Morisien (LPM)          |                            | Didier Michel   |
|          | Linion Moris (LM)            | Rassemblement mauricien (RM)       |                            | Didier Michel   |

## Campagne
Les candidats restent peu visibles pendant la campagne, ce qui freine l'intérêt des électeurs pour le scrutin. Bien que l'Alliance du changement organise un rassemblement à Beau Bassin-Rose Hill à l'occasion de la fête des travailleurs, plusieurs autres forces ne tiennent pas de grands meetings, préférant des méthodes de campagne à plus petite échelle. Faute de ressources pour organiser un rassemblement, le Vré ML d'Anil Gayan se concentre sur le porte-à-porte.
Le mouvement Castel Scouts, basé à Vacoas-Phoenix, s'engage à installer des abribus pour les communautés locales et à poursuivre ses actions contre le trafic de drogue. En Avant Moris, dirigé par Patrick Belcourt, centre également sa campagne sur la lutte contre la drogue et ne présente des candidats qu'à Beau Bassin-Rose Hill. La liste plaide pour l'installation de panneaux solaires sur tous les bâtiments municipaux et pour la mise en place de programmes offrant davantage d'opportunités aux artistes et sportifs de la ville.
Le Parti réformiste fait campagne en se positionnant comme une alternative face à une Assemblée nationale dominée par l'Alliance du changement. Craignant une faible participation, le Premier ministre Ramgoolam exhorte les électeurs à voter et à ne pas considérer ces élections comme acquises. L'observateur politique Bernard Saminaden estime que le scrutin devrait connaître une faible participation, expliquant que de nombreux électeurs perçoivent moins d'enjeux qu'aux élections législatives de 2024.

## Résultats

### Résultats globaux
Les résultats donnent une très large victoire à la coalition de l'Alliance du changement, au pouvoir depuis les élections législatives de 2024. Elle remporte 117 des 120 sièges ainsi que les cinq villes du pays. Avec un taux de participation de seulement 26 % des inscrits, l'abstention de plus de 70 % met en avant le manque de marge de manœuvre des municipalités sur les budgets, les projets et les infrastructures, ce qui amène les électeurs à se désintéresser du scrutin.
Dans les partis membres de l'Alliance du changement, le Parti travailliste mauricien (PTr) remporte 71 sièges, suivi du Mouvement militant mauricien (MMM) avec 51, puis de Rezistans ek Alternativ (ReA) avec sept et enfin des Nouveaux démocrates (ND) avec cinq. Les trois derniers élus sur 120 reviennent respectivement au Parti réformiste, En Avant Moris et un candidat indépendant.

### Résultats par municipalités
Chaque électeur disposant de plusieurs voix, le total de ces dernières est largement supérieur au nombre de bulletins de vote valablement exprimés.

#### Port-Louis
À Port-Louis, l’Alliance du changement remporte 31 des 32 sièges du conseil municipal. Un indépendant, Ajay Teerbhoobhan, décroche le dernier siège et obtient le plus grand nombre de voix dans la huitième circonscription. Malgré le fait qu'elle compte le plus grand nombre d'électeurs inscrits — 114 354 personnes —, Port-Louis enregistre le taux de participation le plus bas parmi toutes les municipalités, avec seulement 21 %.
Le 14 mai, les conseillers municipaux de Port-Louis prêtent serment et élisent Aslam Hosenally, du MMM, au poste de lord-maire, et Giovanni Hensley, du Parti travailliste, comme adjoint au lord-maire. Hosenally a déjà occupé la fonction de maire de 2012 à 2013,.
|                           |                                    |                                    |         |       |        |  |  |  |  |  |  |  |  |  |
| Parti                     | Parti                              | Parti                              | Voix    | %     | Sièges |  |  |  |  |  |  |  |  |  |
|                           |                                    | Parti travailliste mauricien (PTr) | 25 716  | 28,94 | 15     |  |  |  |  |  |  |  |  |  |
|                           | Mouvement militant mauricien (MMM) | 25 687                             | 28,91   | 14    |        |  |  |  |  |  |  |  |  |  |
|                           | Rezistans ek Alternativ (ReA)      | 3 242                              | 3,65    | 2     |        |  |  |  |  |  |  |  |  |  |
| Alliance du changement    | Alliance du changement             | 54 645                             | 61,50   | 31    |        |  |  |  |  |  |  |  |  |  |
|                           | Parti réformiste (RP)              | Parti réformiste (RP)              | 15 217  | 17,12 | 0      |  |  |  |  |  |  |  |  |  |
|                           |                                    | Les Verts fraternels (LVF)         | 1 528   | 1,72  | 0      |  |  |  |  |  |  |  |  |  |
|                           | Rassemblement mauricien (RM)       | 784                                | 0,88    | 0     |        |  |  |  |  |  |  |  |  |  |
|                           | Linion Pep Morisien (LPM)          | 739                                | 0,83    | 0     |        |  |  |  |  |  |  |  |  |  |
| Linion Moris (LM)         | Linion Moris (LM)                  | 3 051                              | 3,43    | 0     |        |  |  |  |  |  |  |  |  |  |
|                           | Muvman Liberater (ML)              | Muvman Liberater (ML)              | 831     | 0,94  | 0      |  |  |  |  |  |  |  |  |  |
|                           | Front Solidarité mauricien (FSM)   | Front Solidarité mauricien (FSM)   | 812     | 0,91  | 0      |  |  |  |  |  |  |  |  |  |
|                           | Repiblik Sitwayen Popiler (RSP)    | Repiblik Sitwayen Popiler (RSP)    | 219     | 0,25  | 0      |  |  |  |  |  |  |  |  |  |
|                           | Indépendants                       | Indépendants                       | 14 084  | 15,85 | 1      |  |  |  |  |  |  |  |  |  |
| Total des voix            | Total des voix                     | Total des voix                     | 88 859  | 100   |        |  |  |  |  |  |  |  |  |  |
|                           |                                    |                                    |         |       |        |  |  |  |  |  |  |  |  |  |
| Suffrages exprimés        | Suffrages exprimés                 | Suffrages exprimés                 | 24 369  | 99,83 |        |  |  |  |  |  |  |  |  |  |
| Votes blancs et invalides | Votes blancs et invalides          | Votes blancs et invalides          | 155     | 0,17  |        |  |  |  |  |  |  |  |  |  |
| Total                     | Total                              | Total                              | 24 524  | 100   | 32     |  |  |  |  |  |  |  |  |  |
| Abstentions               | Abstentions                        | Abstentions                        | 89 830  | 78,55 |        |  |  |  |  |  |  |  |  |  |
| Inscrits / participation  | Inscrits / participation           | Inscrits / participation           | 114 354 | 21,45 |        |  |  |  |  |  |  |  |  |  |

#### Beau Bassin-Rose Hill
À Beau Bassin-Rose Hill, l'Alliance du changement remporte 23 des 24 sièges du conseil municipal. En Avant Moris obtient un siège, remporté par son chef Patrick Belcourt, qui recueille le plus grand nombre de voix dans la deuxième circonscription de la ville. Bien que seulement 29,8 % des inscrits aient votés, Beau Bassin-Rose Hill enregistre le taux de participation le plus élevé parmi toutes les municipalités, légèrement supérieur à celui de Vacoas-Phœnix.
Le 15 mai, les conseillers municipaux de Beau Bassin-Rose Hill prêtent serment et élisent Gabriella Batour, du MMM, au poste de maire, et Gina Poonoosamy, de Rezistans ek Alternativ, comme adjointe,. L'élection de Batour et Poonoosamy marque la première fois qu'une ville à Maurice compte simultanément une femme maire et une femme adjointe au maire.
|                           |                                    |                                    |        |       |        |  |  |  |  |  |  |  |  |  |
| Parti                     | Parti                              | Parti                              | Voix   | %     | Sièges |  |  |  |  |  |  |  |  |  |
|                           |                                    | Mouvement militant mauricien (MMM) | 26 141 | 29,35 | 14     |  |  |  |  |  |  |  |  |  |
|                           | Parti travailliste mauricien (PTr) | 13 283                             | 14,91  | 7     |        |  |  |  |  |  |  |  |  |  |
|                           | Rezistans ek Alternativ (ReA)      | 3 439                              | 3,86   | 2     |        |  |  |  |  |  |  |  |  |  |
| Alliance du changement    | Alliance du changement             | 42 863                             | 48,12  | 23    |        |  |  |  |  |  |  |  |  |  |
|                           | Parti réformiste (RP)              | Parti réformiste (RP)              | 21 418 | 24,05 | 0      |  |  |  |  |  |  |  |  |  |
|                           | En avant Moris (EAM)               | En avant Moris (EAM)               | 17 131 | 19,23 | 1      |  |  |  |  |  |  |  |  |  |
|                           | Muvman Liberater (ML)              | Muvman Liberater (ML)              | 2 635  | 2,96  | 0      |  |  |  |  |  |  |  |  |  |
|                           | VréML                              | VréML                              | 1 998  | 2,24  | 0      |  |  |  |  |  |  |  |  |  |
|                           |                                    | Les Verts fraternels (LVF)         | 1 314  | 1,48  | 0      |  |  |  |  |  |  |  |  |  |
|                           | Linion Pep Morisien (LPM)          | 471                                | 0,53   | 0     |        |  |  |  |  |  |  |  |  |  |
| Linion Moris (LM)         | Linion Moris (LM)                  | 1 785                              | 2,00   | 0     |        |  |  |  |  |  |  |  |  |  |
|                           | Indépendants                       | Indépendants                       | 1 241  | 1,39  | 0      |  |  |  |  |  |  |  |  |  |
| Total des voix            | Total des voix                     | Total des voix                     | 89 071 | 100   |        |  |  |  |  |  |  |  |  |  |
|                           |                                    |                                    |        |       |        |  |  |  |  |  |  |  |  |  |
| Suffrages exprimés        | Suffrages exprimés                 | Suffrages exprimés                 | 23 023 | 99,88 |        |  |  |  |  |  |  |  |  |  |
| Votes blancs et invalides | Votes blancs et invalides          | Votes blancs et invalides          | 106    | 0,12  |        |  |  |  |  |  |  |  |  |  |
| Total                     | Total                              | Total                              | 23 129 | 100   | 24     |  |  |  |  |  |  |  |  |  |
| Abstentions               | Abstentions                        | Abstentions                        | 54 417 | 70,17 |        |  |  |  |  |  |  |  |  |  |
| Inscrits / participation  | Inscrits / participation           | Inscrits / participation           | 77 546 | 29,83 |        |  |  |  |  |  |  |  |  |  |

#### Curepipe
À Curepipe, l'Alliance du changement remporte l'intégralité des 20 sièges du conseil municipal. Curepipe compte le plus petit électorat parmi toutes les municipalités, avec 59 912 électeurs inscrits. Le taux de participation était de seulement 26 %, avec 15 604 personnes ayant voté,.
Le 15 mai, les conseillers municipaux de Curepipe prêtent serment et élisent Dhaneshwar Bissonauth, du Parti travailliste, au poste de maire, et Marie Diana Ami, des Nouveaux démocrates, comme adjointe,.
|                           |                                    |                                    |        |       |        |  |  |  |  |  |  |  |  |  |
| Parti                     | Parti                              | Parti                              | Voix   | %     | Sièges |  |  |  |  |  |  |  |  |  |
|                           |                                    | Mouvement militant mauricien (MMM) | 13 740 | 23,37 | 8      |  |  |  |  |  |  |  |  |  |
|                           | Parti travailliste mauricien (PTr) | 13 107                             | 22,29  | 8     |        |  |  |  |  |  |  |  |  |  |
|                           | Nouveaux démocrates (ND)           | 5 260                              | 8,95   | 3     |        |  |  |  |  |  |  |  |  |  |
|                           | Rezistans ek Alternativ (ReA)      | 1 829                              | 3,11   | 1     |        |  |  |  |  |  |  |  |  |  |
| Alliance du changement    | Alliance du changement             | 33 936                             | 57,72  | 20    |        |  |  |  |  |  |  |  |  |  |
|                           | Parti réformiste (RP)              | Parti réformiste (RP)              | 11 982 | 20,38 | 0      |  |  |  |  |  |  |  |  |  |
|                           | Idéal Démocrate (ID)               | Idéal Démocrate (ID)               | 4 643  | 7,90  | 0      |  |  |  |  |  |  |  |  |  |
|                           | Indépendants                       | Indépendants                       | 8 232  | 14,00 | 0      |  |  |  |  |  |  |  |  |  |
| Total des voix            | Total des voix                     | Total des voix                     | 58 793 | 100   |        |  |  |  |  |  |  |  |  |  |
|                           |                                    |                                    |        |       |        |  |  |  |  |  |  |  |  |  |
| Suffrages exprimés        | Suffrages exprimés                 | Suffrages exprimés                 | 15 517 | 99,85 |        |  |  |  |  |  |  |  |  |  |
| Votes blancs et invalides | Votes blancs et invalides          | Votes blancs et invalides          | 87     | 0,15  |        |  |  |  |  |  |  |  |  |  |
| Total                     | Total                              | Total                              | 15 604 | 100   | 20     |  |  |  |  |  |  |  |  |  |
| Abstentions               | Abstentions                        | Abstentions                        | 44 308 | 73,96 |        |  |  |  |  |  |  |  |  |  |
| Inscrits / participation  | Inscrits / participation           | Inscrits / participation           | 59 912 | 26,04 |        |  |  |  |  |  |  |  |  |  |

#### Quatre Bornes
À Quatre Bornes, l'Alliance du changement remporte tous les 20 sièges. Le taux de participation est de seulement 27 %, avec 16 335 votants pour 60 488 électeurs inscrits.
Le 14 mai, les conseillers municipaux de Quatre Bornes prêtent serment et élisent Ruddy Bryan Kennoo, membre du Parti travailliste, au poste de maire, et Jameel Foondun comme adjoint.
|                           |                                             |                                             |        |       |        |  |  |  |  |  |  |  |  |  |
| Parti                     | Parti                                       | Parti                                       | Voix   | %     | Sièges |  |  |  |  |  |  |  |  |  |
|                           |                                             | Parti travailliste mauricien (PTr)          | 19 266 | 31,27 | 11     |  |  |  |  |  |  |  |  |  |
|                           | Mouvement militant mauricien (MMM)          | 14 322                                      | 23,24  | 8     |        |  |  |  |  |  |  |  |  |  |
|                           | Rezistans ek Alternativ (ReA)               | 1 575                                       | 2,56   | 1     |        |  |  |  |  |  |  |  |  |  |
| Alliance du changement    | Alliance du changement                      | 35 163                                      | 57,07  | 20    |        |  |  |  |  |  |  |  |  |  |
|                           | Repiblik Sitwayen Popiler (RSP)             | Repiblik Sitwayen Popiler (RSP)             | 10 619 | 17,23 | 0      |  |  |  |  |  |  |  |  |  |
|                           | Parti réformiste (RP)                       | Parti réformiste (RP)                       | 10 019 | 16,26 | 0      |  |  |  |  |  |  |  |  |  |
|                           | Mouvement mauricien citoyen inclusif (MMCI) | Mouvement mauricien citoyen inclusif (MMCI) | 1 700  | 2,76  | 0      |  |  |  |  |  |  |  |  |  |
|                           | Muvman Liberater (ML)                       | Muvman Liberater (ML)                       | 824    | 1,34  | 0      |  |  |  |  |  |  |  |  |  |
|                           | Linion Pep Morisien (LPM)                   | Linion Pep Morisien (LPM)                   | 323    | 0,52  | 0      |  |  |  |  |  |  |  |  |  |
|                           | Indépendants                                | Indépendants                                | 2 968  | 4,82  | 0      |  |  |  |  |  |  |  |  |  |
| Total des voix            | Total des voix                              | Total des voix                              | 61 616 | 100   |        |  |  |  |  |  |  |  |  |  |
|                           |                                             |                                             |        |       |        |  |  |  |  |  |  |  |  |  |
| Suffrages exprimés        | Suffrages exprimés                          | Suffrages exprimés                          | 16 304 | 99,95 |        |  |  |  |  |  |  |  |  |  |
| Votes blancs et invalides | Votes blancs et invalides                   | Votes blancs et invalides                   | 31     | 0,05  |        |  |  |  |  |  |  |  |  |  |
| Total                     | Total                                       | Total                                       | 16 335 | 100   | 20     |  |  |  |  |  |  |  |  |  |
| Abstentions               | Abstentions                                 | Abstentions                                 | 44 153 | 72,99 |        |  |  |  |  |  |  |  |  |  |
| Inscrits / participation  | Inscrits / participation                    | Inscrits / participation                    | 60 488 | 27,01 |        |  |  |  |  |  |  |  |  |  |

#### Vacoas-Phœnix
À Vacoas-Phœnix, l'Alliance du changement remporte 23 des 24 sièges du conseil municipal. Dans la troisième circonscription, l'ancien maire Ashwin Dookun, du Parti réformiste, est à égalité avec Bhageeruth Mdhin, candidat de l'Alliance du changement, tous deux ayant obtenu 1 930 voix,. Conformément au Local Government Act, un tirage au sort effectué par un agent électoral départage les deux candidats, attribuant le siège à Dookun, offrant ainsi au Parti réformiste sa seule victoire. Vacoas-Phœnix enregistre le deuxième taux de participation le plus élevé, à 29 %, légèrement inférieur à celui de Beau Bassin-Rose Hill.
Le 14 mai, les conseillers municipaux de Vacoas-Phœnix prêtent serment et élisent Sunjeevsing Dindyal, du Parti travailliste, au poste de maire, et Sadaseven Sooben, du MMM, comme adjoint,.
Après les élections, Mdhin dépose une pétition électorale auprès de la Cour suprême, demandant un recomptage des voix et contestant l'élection de Dookun dans la troisième circonscription. Mdhin affirme qu'après le dépouillement, qui aboutit à une égalité parfaite, il avait demandé à l'agente électoral un recomptage immédiat, ce que cette dernière a refusé. L'agente a procédé ensuite à un tirage au sort, ce que Mdhin estime n'aurait dû avoir lieu que si le recomptage avait également débouché sur une égalité. Il allègue que l'agente a mal prononcé son nom pendant le dépouillement et l'a confondu avec un autre candidat, ce qui, selon lui, aurait pu fausser le décompte des voix. Dookun, de son côté, a estimé que le tirage est justifié et qualifie la requête de « manœuvre politique de mauvaise foi du MMM. ».
|                           |                                    |                                    |        |       |        |  |  |  |  |  |  |  |  |  |
| Parti                     | Parti                              | Parti                              | Voix   | %     | Sièges |  |  |  |  |  |  |  |  |  |
|                           |                                    | Parti travailliste mauricien (PTr) | 31 596 | 33,35 | 13     |  |  |  |  |  |  |  |  |  |
|                           | Mouvement militant mauricien (MMM) | 17 426                             | 18,39  | 7     |        |  |  |  |  |  |  |  |  |  |
|                           | Nouveaux démocrates (ND)           | 4 138                              | 4,37   | 2     |        |  |  |  |  |  |  |  |  |  |
|                           | Rezistans ek Alternativ (ReA)      | 2 109                              | 2,23   | 1     |        |  |  |  |  |  |  |  |  |  |
| Alliance du changement    | Alliance du changement             | 55 269                             | 58,33  | 23    |        |  |  |  |  |  |  |  |  |  |
|                           | Parti réformiste (RP)              | Parti réformiste (RP)              | 22 873 | 24,14 | 1      |  |  |  |  |  |  |  |  |  |
|                           | Muvman Liberater (ML)              | Muvman Liberater (ML)              | 2 983  | 3,15  | 0      |  |  |  |  |  |  |  |  |  |
|                           | Castel Scouts (CS)                 | Castel Scouts (CS)                 | 2 394  | 2,53  | 0      |  |  |  |  |  |  |  |  |  |
|                           | Repiblik Sitwayen Popiler (RSP)    | Repiblik Sitwayen Popiler (RSP)    | 157    | 0,17  | 0      |  |  |  |  |  |  |  |  |  |
|                           | Indépendants                       | Indépendants                       | 11 075 | 11,69 | 0      |  |  |  |  |  |  |  |  |  |
| Total des voix            | Total des voix                     | Total des voix                     | 94 751 | 100   |        |  |  |  |  |  |  |  |  |  |
|                           |                                    |                                    |        |       |        |  |  |  |  |  |  |  |  |  |
| Suffrages exprimés        | Suffrages exprimés                 | Suffrages exprimés                 | 25 599 | 99,87 |        |  |  |  |  |  |  |  |  |  |
| Votes blancs et invalides | Votes blancs et invalides          | Votes blancs et invalides          | 124    | 0,13  |        |  |  |  |  |  |  |  |  |  |
| Total                     | Total                              | Total                              | 25 723 | 100   | 24     |  |  |  |  |  |  |  |  |  |
| Abstentions               | Abstentions                        | Abstentions                        | 62 864 | 72,99 |        |  |  |  |  |  |  |  |  |  |
| Inscrits / participation  | Inscrits / participation           | Inscrits / participation           | 88 587 | 29,04 |        |  |  |  |  |  |  |  |  |  |

## Analyse et conséquences
Le jour du scrutin, les bureaux de vote sont ouverts de 7 h à 17 h,. À Beau Bassin-Rose Hill, un électeur est conduit dans un poste de police pour être interrogé après avoir photographié un candidat en train de voter dans un bureau de vote. L'électeur, parent du candidat, souhaitait utiliser la photo pour inciter d'autres personnes à aller voter. Un agent électoral a refusé sa demande de prendre la photo et rappelle qu'un tel acte est interdit. Une enquête est ouverte sur l'incident.
Le scrutin enregistre un taux d’abstention de 73 %, un contraste frappant avec les élections législatives de 2024, où 79 % des électeurs se sont déplacés pour voter. De nombreux analystes, dont l'observateur politique Jocelyn Chan Low, interprète cette faible participation comme une forme de protestation silencieuse contre les politiques de centralisation, qui réduisent considérablement les pouvoirs des gouvernements locaux. Low souligne qu'en conséquence, de nombreux citoyens ne voient plus l'intérêt de voter et appelle à une réforme de l'administration locale. De nombreux électeurs ont également choisi de ne pas voter en raison de leur mécontentement envers le gouvernement de l'Alliance du changement. L'expert constitutionnel Parvez Dookhy affirme que le retrait des poids lourds de l'opposition, le MSM et le PMSD, ont aussi rendu les élections municipales peu compétitives, ce qui a contribué à encore faire baisser la participation. L'ancien maire de Curepipe, Amédée Darga, estime que la victoire de l'Alliance du changement en 2024 a poussé de nombreux électeurs à conclure que sa victoire en 2025 est inévitable.
Le Premier ministre Navin Ramgoolam a salué les résultats comme une « grande victoire » pour l'Alliance du changement, en dépit de la faible participation. Il ajoute que le triomphe parlementaire de l'alliance en 2024 ne signifie pas que sa victoire aux élections municipales était acquise d'avance en rappelant qu'en 1982, la large victoire parlementaire de l'alliance dirigée par le MMM n’a pas entraîné de raz-de-marée aux élections municipales de 1985, qui ont également enregistré une participation plus faible. Le chef du Parti réformiste, Roshi Bhadain, se déclare fier de la performance de son parti, soulignant que celui-ci a obtenu plus de mille voix dans la majorité des circonscriptions. Il exprime toutefois son inquiétude quant à l'absence de représentation de l'opposition dans les conseils municipaux.